# Andranik Eskandarijan
Andranik Eskandarijan (ur. 31 grudnia 1951 w Teheranie) – irański piłkarz pochodzenia ormiańskiego występujący na pozycji obrońcy. Ojciec Alecko Eskandariana, także piłkarza, reprezentanta Stanów Zjednoczonych.

## Kariera klubowa
Eskandarijan karierę rozpoczynał w 1968 roku w drużynie Poolad Teheran. Następnie grał w Araracie Teheran, a w 1972 roku przeszedł do zespołu Taj SC. W 1974 roku wywalczył z nim wicemistrzostwo Iranu, w 1975 roku mistrzostwo Iranu, a w 1977 roku Puchar Iranu.
W 1978 roku wyjechał do Stanów Zjednoczonych, by grać w tamtejszym klubie New York Cosmos. W 1980 roku, a także w 1982 roku wygrał z nim rozgrywki ligowe North American Soccer League. W 1984 roku rozpoczął grę w futsalowej sekcji New York Cosmos. Następnie grał w innym futsalowym zespole, New York Express. W 1989 roku wrócił do piłki nożnej i przez rok reprezentował barwy klubu New Jersey Eagles. W 1990 roku zakończył karierę.

## Kariera reprezentacyjna
W reprezentacji Iranu Eskandarijan zadebiutował w 1975 roku. W 1976 roku wraz z zespołem wygrał Puchar Azji. W tym samym roku znalazł się w drużynie na Letnie Igrzyska Olimpijskie, które piłkarze Iranu zakończyli na ćwierćfinale.
W 1978 roku został powołany do kadry na Mistrzostwa Świata. Zagrał na nich w meczach z Holandią (0:3) i Szkocją (1:1), a Iran zakończył turniej na fazie grupowej.
W latach 1975–1978 w drużynie narodowej Eskandarijan rozegrał łącznie 29 spotkań.